# Lista de aquários públicos
| Nome do aquário público  | País                     | Ano de fundação | Página oficial |
| ------------------------ | ------------------------ | --------------- | -------------- |
| AquaDom                  | Alemanha, Berlim         | ????            | Link           |
| Aquário de Santos        | Brasil, Santos           | 1945            | Link           |
| Acqua Mundo              | Brasil, Guarujá          | 2000            | Link           |
| Aquário de Ubatuba       | Brasil, Ubatuba          | 1996            | Link           |
| Georgia Aquarium         | Estados Unidos, Atlanta  | 2005            | Link           |
| Monterey Bay Aquarium    | Estados Unidos, Monterey | 1984            | Link           |
| Aquamuseu do Rio Minho   | Portugal, Minho          | 2005            | Link           |
| Estação Litoral da Aguda | Portugal, Arcozelo       | 1999            | Link           |
| Fluviário de Mora        | Portugal, Mora           | 2007            | Link           |
| Oceanário de Lisboa      | Portugal, Lisboa         | 1998            | Link           |
| Aquário Vasco da Gama    | Portugal, Oeiras         | 1898            | Link           |
| Havets Hus               | Suécia, Lysekil          | 1993            | Link           |

- Acqua Mundo
- Aquário de São Paulo
- Aquario de Ubatuba
- Aquário Municipal de Santos
- Aquário de Natal
- Aquário da Paraíba
- Oceanário de Aracaju
- Aquário de Bonito
- Aquário de Justino Malheiros
- Aquário de Aparecida do Norte
- Aquário de Guarapari
- Aquário de Peruíbe
- Aquário do Rio São Francisco
- Aquário do Zoo de Baurú
- Aquário do Zoo do Rio de Janeiro
- Aquário Municipal de Campinas
- Aquário Municipal de Iacanga
- Aquário Municipal de Piracicaba
- Mundo das Águas
- AquaRio
- Aquario Marinho de Paranaguá
- Aquário Municipal de Rômulo Martinelli